# Donato (pittore)

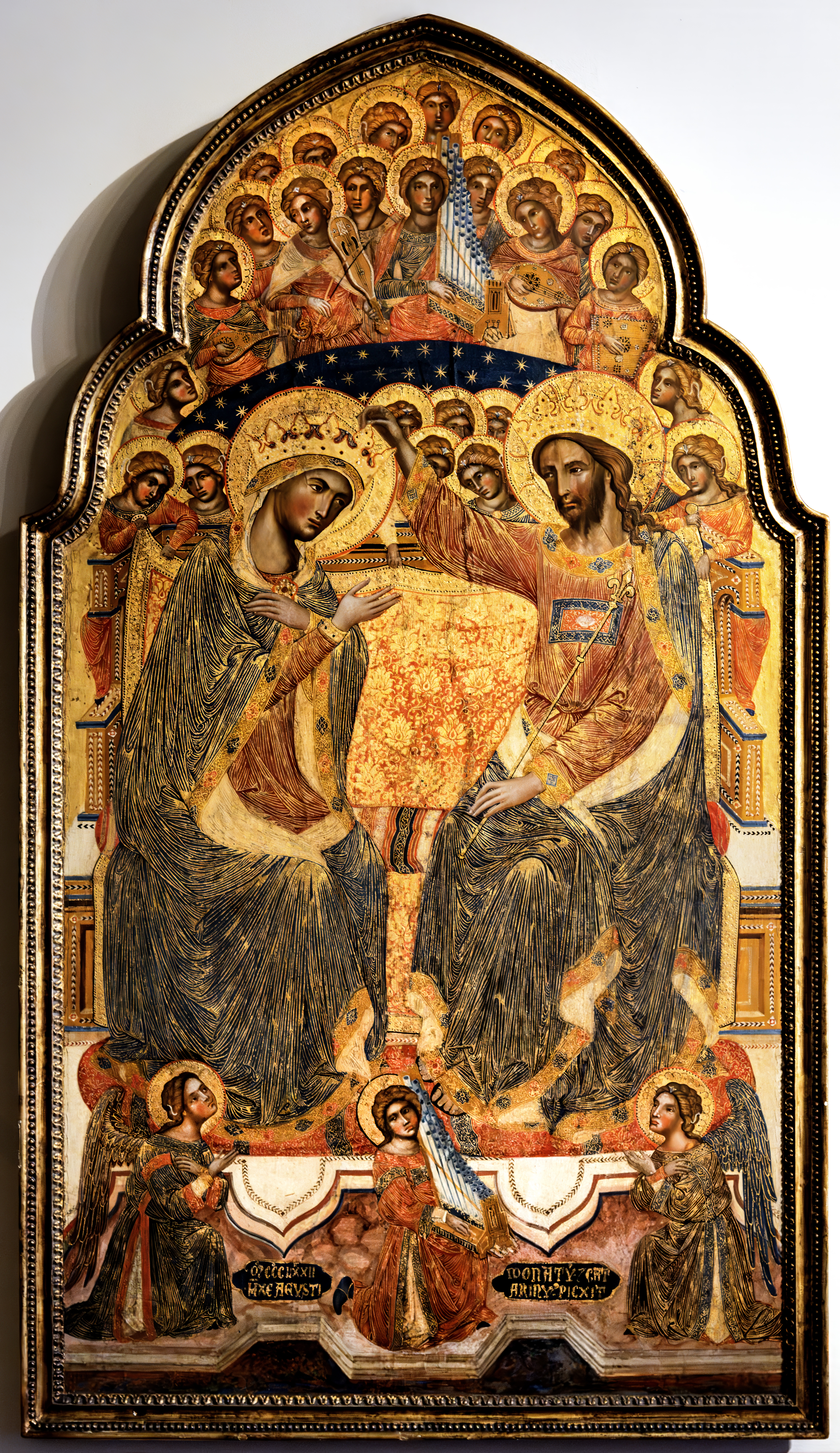
Donato e Catarino, Incoronazione della Vergine, Fondazione Querini Stampalia, Venezia.

Donato, citato talvolta come Donato Veneziano ma da non confondere con l'omonimo pittore del secolo successivo (XIV secolo – agosto 1388, ante), è stato un pittore attivo a Venezia nella seconda metà del XIV secolo.

## Biografia
Anche per Donato i dati biografici sono assolutamente carenti. Risulta citato in sette diversi documenti (il più vecchio del 1348) ma l'unica opera certa rimane l'Incoronazione della Vergine, ora alla Querini Stampalia, firmata da Donato assieme a Catarino. Un tempo si riteneva pure fossero esistiti due diversi pittori con lo stesso nome Donato di San Luca e Donato di San Vidal, gli studi hanno accertato che le definizioni si riferissero al domicilio dell'artista, quello originario ed a quello definitivo, San Vidal appunto. Nel 1367, assieme a Catarino, ricevette da Nicolotta, vedova di Marco Berengo, il pagamento di 100 ducati per una Crocifissione per Sant'Agnese, dipinto ora perduto. In un ultimo documento del 1386, con cui veniva incaricato della realizzazione di una croce pensile per un convento zaratino, viene qualificato come maestro a differenza di Catarino e Pietro di Nicolò (il padre di Nicolò di Pietro) qualificati nello stesso contratto come pittori oltre che di Andrea Moranzone qualificato intagliatore. 

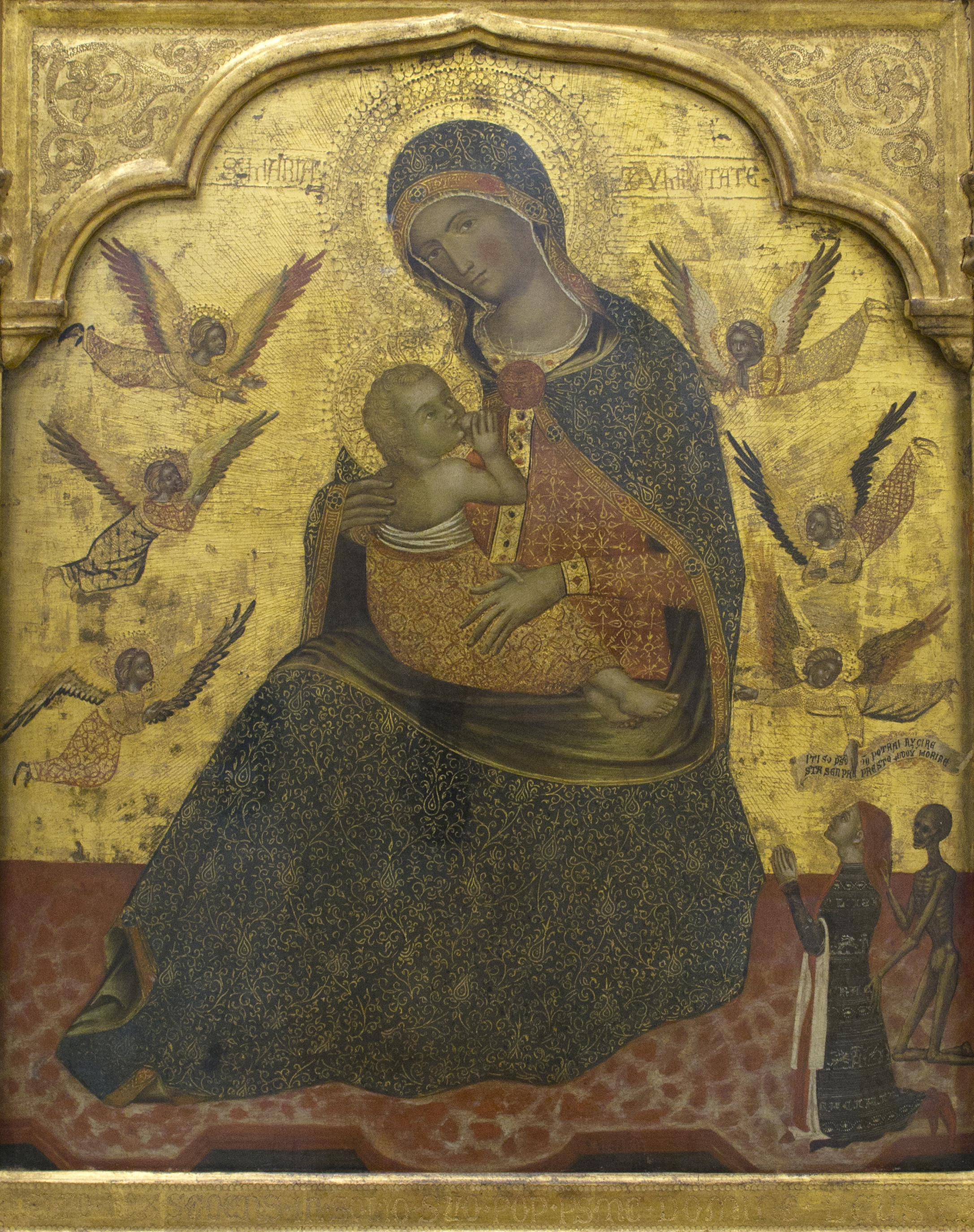
Madonna dell'Umiltà, Museo Thyssen-Bornemisza

Questa collaborazione ripetuta, anche con altri pittori come Nicoletto Semitecolo, rende difficile il lavoro critico di attribuzione. Pallucchini lo definì un pittore legato allo stile di Paolo Veneziano pur meno fantasia e lo distingue dal "collega" Catarino per il mantenimento di un'impostazione più bizantineggiante rispetto alle aspirazioni gotiche di quest'ultimo. Sulla scia di Pallucchini la critica più recente gli concede anche atteggiamenti narrativi più cortesi. Su base stilistica sono state proposte le attribuzioni di diverse opere come la Natività di Gesù al Museo bizantino di Atene, i due pannellini di Sant'Orsola e Santa Cristina alla Kress Collection di Bloomington, la Madonna dell'umiltà al Museo Thyssen-Bornemisza e la Disputa di Cristo tra i Dottori all'Ermitage